# Videogioco d'azione

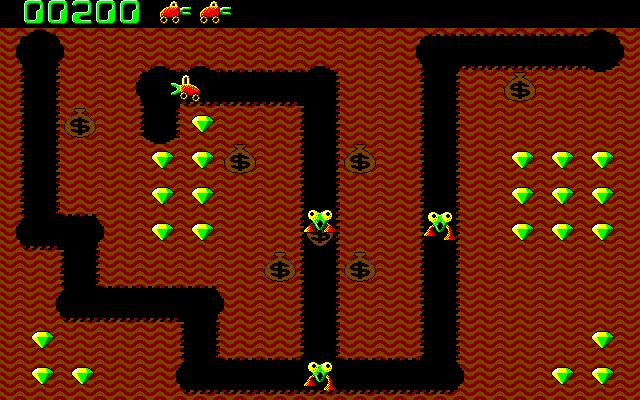
Digger, gioco d'azione con un ritmo rapido

Videogioco d'azione (in inglese: action game) è il termine utilizzato per indicare quella categoria di videogiochi basati essenzialmente sull'azione, tipicamente ricchi di combattimenti frenetici, in corpo a corpo o a distanza. Al giocatore è quindi richiesta la coordinazione occhio-mano, la prontezza e l'agilità nel muovere i comandi del gioco (joystick o altro), mentre il ragionamento può anche avere importanza marginale a seconda dei casi. In questo tipo di giochi sono frequenti la suddivisione in livelli e la presenza di boss.

## Sottogeneri
Fanno parte dei giochi d'azione tutte quelle categorie dove l'azione è l'elemento base, in particolare:
- Platform (piattaforme); il giocatore deve muoversi rapidamente tra vari ripiani usando salti o scale.
- Sparatutto: l'azione principale è combattere con armi a distanza
- Picchiaduro: l'azione principale è il combattimento ravvicinato
- Stealth: giochi di combattimento, ma non incentrati sull'attacco, bensì sullo sgattaiolare senza essere visti

## Generi misti
Frequentemente il genere d'azione è mescolato con altri, per cui il giocatore ha altri compiti oltre al semplice movimento rapido. Ad esempio nel caso delle avventure grafiche è frequente la mescolanza tra i due generi, l'avventura dinamica: in questo caso il personaggio deve sia affrontare nemici e ostacoli con l'agilità, sia risolvere enigmi e interagire con l'ambiente. Il confine tra generi è sottile e dipende dall'importanza relativa di queste componenti.
In generale ogni videogioco che evolve in tempo reale richiede almeno un minimo di prontezza da parte del giocatore, per cui anche molti videogiochi che non sono propriamente classificati come d'azione, hanno in realtà almeno una componente d'azione. I generi che includono o possono includere l'azione sono:
- Gestionale: se la gestione è in tempo reale (es. Faraon), può diventare anche una questione di agilità.
- Musicale: bisogna muoversi a ritmo, a volte perfino con i piedi, per cui l'azione è fondamentale.
- Rompicapo: il ragionamento non basta se gli elementi del gioco si muovono da sé. Esempio tipico è Tetris, dove la velocità aumenta sempre più.
- Gioco di ruolo: molti sono in tempo reale, ed è importante che il personaggio/i agisca rapidamente (Action RPG).
- Simulatore: se il processo simulato è dinamico (es. simulatore di volo), il gioco è anche d'azione.
- Sportivo: controllare l'atleta/i in campo richiede una certa agilità.
- Strategia in tempo reale: per definizione, il gioco non è mai di strategia pura ma anche di velocità e movimento.